# Максименко Олександр Петрович
Олександр Петрович Максименко (1923, присілок Олександрівка, Юргінський район, Томської губернії, нині — Кемеровська область — 16 липня 1944, село Внуковці Івано-Франківської області) — командир стрілецького батальйону 574-го стрілецького полку 121-ї стрілецької дивізії 60-й армії Центрального фронту, майор. Герой Радянського Союзу.
Похований у Тернополі. В Старому Парку йому встановлене погруддя.